# Елхи (филм)
Елхи (на руски: Ёлки) или Елхички е руска комедия от 2010 година, заснет от шест режисьора. Състои се от девет различни разказа свързани помежду си и с действие в различни точки на Русия. Продуциран е от Тимур Бекмамбетов.

## Сюжет
Филмът е сбор от девет различни истории, вплетени помежду си, чието действие се развива в единадесет града на Русия. Поглед върху човешки съдби, случки и вълнения в навечерието на посрещането на Новата година.

## Актьорски състав
- Сергей Светлаков
- Вера Брежнева
- Екатерина Вилкова
- Артур Смолиянинов
- Сергей Гармаш
- Иван Ургант
- Виктор Вержбицки
- Галина Стаханова
- Александър Головин
- Кристина Асмус
- Сергей Друзяк
- Олег Филипчик
- Галина Данилова
- Олга Тумайкина
- Елена Плаксина